# 末羅国造
末羅国造（まつらのくにのみやつこ、まつらこくそう）とは、末羅国（現在の長崎県松浦、佐賀県唐津市、伊万里市、東松浦郡）を古代に支配した国造。穂積氏とは同祖の関係とされる。

## 概要
国造本紀によると、成務天皇の時代、穂積臣同祖の大水口足尼の孫にあたる矢田稲吉（やたいなぎ）を国造に定めたことに始まるとされる。末羅国は、魏志倭人伝に記される「末ら国」と考えられており、古事記・先代旧事本紀などには末羅県・末羅国造等と名が記される。矢田稲吉は肥前風土記で唐津地方の土蜘蛛を討滅した大屋田子（日下部君の祖）と同一人物とする説もある。